# 粗裂宽距翠雀花
粗裂宽距翠雀花（学名：Delphinium beesianum var. latisectum）为毛茛科翠雀属下的一个变种。

## 扩展阅读
- 維基物種上的相關：粗裂宽距翠雀花